# Sfundau
Sfundau (wł. Lago Sfundau) – jezioro górskie w Szwajcarii, w kantonie Ticino, w gminie Cevio Ticino, w Alpach Lepontyńskich. 

## Charakterystyka
Akwen o kształcie zbliżonym do owalu znajduje się u podnóża Pizzo Cristallina (2912 m n.p.m.) i Cresto del Coro (2814 m n.p.m.) na wysokości 2390 m n.p.m. Ma powierzchnię 0,13 km², około 300 metrów długości i do 150 metrów szerokości. Maksymalna jego głębokość to 60 metrów.

## Turystyka
Dostęp do jeziora zapewnia szlak turystyczny, który najczęściej użytkowany jest po wjechaniu koleją linową do Robièi, w pobliżu Lago di Robièi.